# Fleur East
Fleur East (Walthamstow, 29 de octubre de 1987), también conocida como Fleur, es una cantante británica. Participó en la segunda edición del concurso de canto televisivo The X Factor en 2005 como integrante del grupo Addictiv Ladies. En 2012 lanzó su carrera en solitario con la discográfica Strictly Rhythm y produjo canciones de música dance junto a DJ Fresh y Drumsound & Bassline Smith, entre otros.
East volvió a participar en The X Factor como solista en 2014 para la decimoprimera edición del concurso, en la que fue segunda. Se convirtió en la segunda concursante del programa en alcanzar el número uno en la iTunes Store del Reino Unido, debido a su interpretación de "Uptown Funk" de Mark Ronson y Bruno Mars. En 2015 firmó un contrato con Syco Music y comenzó a trabajar en su primer álbum de estudio, Love, Sax and Flashbacks.

## Primeros años
East es hija de un padre inglés y una madre ghanesa. Creció en Walthamstow, Londres. También tiene familia viviendo en Yorkshire. Tiene una hermana menor, Keshia, una maquilladora profesional. Asistió al Holy Family Technology College en Walthamstow y a la Universidad Reina María de Londres, donde estudió periodismo e historia contemporánea. En una entrevista con el Daily Mirror, East dijo haber sido víctima del racismo en su infancia, cuando otro niño le preguntó: "¿Eres negra o blanca?"

### Influencias
East describe su música como "inspirada en lo urbano con cambios repentinos" y señala como sus influencias a Michael Jackson, Alicia Keys, Rihanna, Sade, Emeli Sandé, Jessie Ware y Florence Welch. Su primer trabajo en solitario fue inspirado en artistas como Netsky y Matrix & Futurebound.

## Carrera

### 2005–2013:The X Factor, Addictiv Ladies y lanzamientos independientes

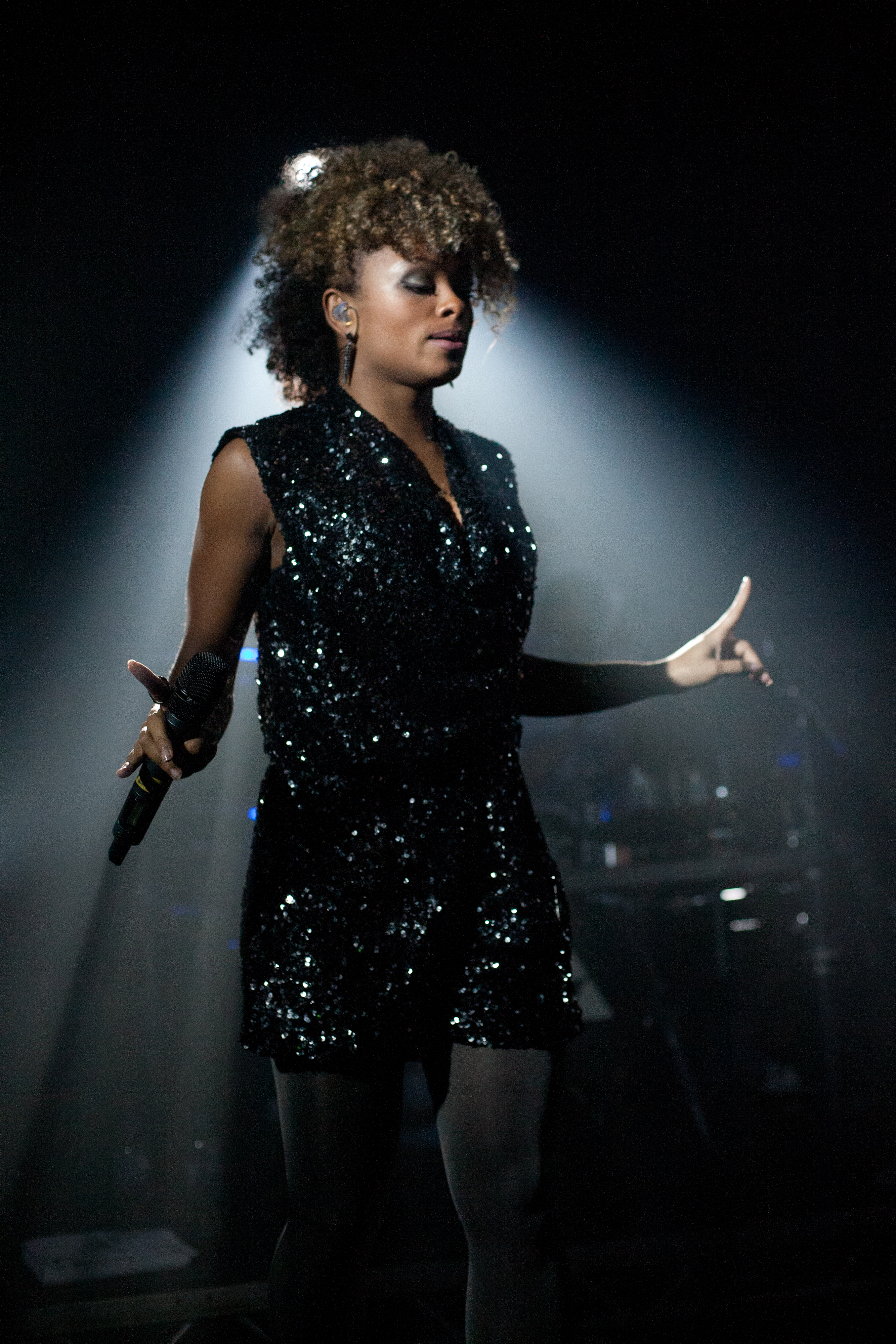
East en 2011

East formó parte del grupo feminino Addictiv Ladies, que participaron en la segunda temporada de The X Factor en 2005, siendo su mentor Simon Cowell, pero fueron eliminadas en la semana 1 tras finalizar en los dos últimos puestos junto a Chico Slimani. Fue presentada al productor DJ Fresh a través de su mánager en 2011, y Fresh la contrató como vocalista para una sesión de BBC Radio 1 Live Lounge. En 2012, figuró en la canción "Turn It Up" del álbum de Fresh, Nextlevelism y se fue de gira con él ese mismo año, incluyendo actuaciones en T4 on the Beach, V Festival y el iTunes Festival.
East firmó con la discográfica Strictly Rhythm en enero de 2012 y lanzó dos sencillos como solista (acreditada como Fleur): "Broken Mirror" con Cutline y "Turn the Lights On" (producida por Culture Shock). También figuró en "The One" por Horx y P3000. En 2013, estuvo entre los créditos de la canción "One in a Million", la cual entró en los UK Singles Chart y fue la canción de comienzo de la ceremonia Miss Face of Africa EU en Londres. En diciembre de 2013, lanzó su propio EP She para descarga libre. Una de las canciones del EP, "Super Rich Royals", es un cover mashup de "Super Rich Kids" de Frank Ocean y "Royals" de Lorde.
East trabajó como camarera en el club nocturno Aura Mayfair para financiar su carrera musical, y fue modelo fitness con la agencia W Athletic, pero aun así tuvo problemas con el dinero. Dijo que para comienzos de 2014, estaba "definitivamente en depresión" y había considerado finalizar su carrera musical, hasta que una de sus amigas y familiares le animaran a reaudicionar para The X Factor.

### 2014: Regreso aThe X Factor
En junio de 2014, East audicionó para la undécima temporada de The X Factor. Entre las canciones que cantó en la primera parte del concurso se encontraban "Ordinary People" de John Legend, "Fine China" de Chris Brown y "Bang Bang" de Jessie J, Ariana Grande y Nicki Minaj. Cowell eligió a East para los shows en vivo, junto a Jay James y el ganador Ben Haenow.
En la semifinal, East eligió cantar "Uptown Funk" de Mark Ronson junto a Bruno Mars. Popjustice declaró que "había sido el momento más excitante de toda la temporada [...] Cualquiera que sea que gane The X Factor este fin de semana, Fleur se ha establecido a sí misma como alguien que se merece ganar y recibir el mismo éxito en su carrera como Ella y Leona." Su versión se quedó con el número 1 en el iTunes Store, lo que llevó a la canción a ser lanzada cinco semanas antes de lo esperado; llegó al número 1 de los UK Singles Chart. En la final, East quedó en segundo lugar, quedándose con el 34.3% de los votos en comparación con el 57.2% de Haenow.

### 2015–2017:Love, Sax and Flashbacks
En enero de 2015, East anunció que había firmado con Syco Music. Grabó su álbum debut con artistas como Wayne Hector, The Invisible Men, Jack Splash, y TMS. Anunció en julio de 2015 que había estado trabajando en su primera colección de ropa con la marca Lipsy London. "Sax", el sencillo principal de su álbum, fue lanzado en noviembre de 2015 y llegó al número 3 en el Reino Unido. Su álbum debutó el 4 de diciembre de ese año con el título de Love, Sax and Flashbacks. El 22 de enero de 2016, East lanzó el sencillo "More and More". Ese mismo año East firmó con Columbia Records para lanzar su carrera musical internacional.
En octubre de 2017, fue revelado que East y Syco había anulado su contrato tras tres años.

### 2018–2021:I'm a Celebrity...Get Me Out of Here!y regreso a la música
El 12 de noviembre de 2018, East fue anunciada como una de las participantes de I'm a Celebrity...Get Me Out of Here!. East quedó en cuarto lugar. En diciembre de ese año, East anunció que lanzaría su primer sencillo en cuatro años, "Favourite Thing". El sencillo vio la luz el 4 de enero de 2019 además de un videoclip de la canción. East cantó la canción por primera vez en el programa This Morning.
Desde julio de 2019, presenta el programa Hits Radio Breakfast junto a James Barr y Greg Burns en Hits Radio.
El 4 de octubre de 2019, East lanzó un nuevo sencillo, "Figured Out". El 20 de marzo "Mine" de su nuevo álbum Fearless, con su discográfica Platinum East'

### 2022–presente:Strictly Come DancingeIt Takes Two
Durante el verano de 2022, East se presentó en Butlin's. Ese mismo año, fue anunciada como concursante de la vigésima temporada del programa de baile de la BBC, Strictly Come Dancing, donde formó pareja con el bailarín profesional Vito Coppola. A pesar de haber estado en las dos últimas en varias ocasiones, la pareja logró el primer puntaje perfecto de la competencia, y terminó como subcampeona de la temporada. En junio de 2023, se anunció que East sustituiría a Rylan Clark como copresentadora del programa derivado Strictly Come Dancing: It Takes Two, y que presentaría el programa junto a Janette Manrara.

## Discografía
| Título                   | Detalles                                                                                         | Posiciones | Posiciones | Posiciones | Posiciones | Ventas       | Reconocimientos |
| Título                   | Detalles                                                                                         | UK         | IRE        | SCO        | SWI        | Ventas       | Reconocimientos |
| ------------------------ | ------------------------------------------------------------------------------------------------ | ---------- | ---------- | ---------- | ---------- | ------------ | --------------- |
| Love, Sax and Flashbacks | - Released: 4 de diciembre de 2015 - Label: Syco Music - Format: CD, digital download, streaming | 14         | 16         | 12         | 95         | - UK: 92,000 | - BPI: Silver   |
| Fearless                 | - Released: 20 de marzo de 2020 - Label: Platinum East - Format: CD, digital download, streaming | 198        | —          | —          | —          |              |                 |

### Singles
- Broken Mirror ft. Cutline (2012)
- Turn the lights on (2012)
- One In A Million with Drumsound & Bassline Smith (2012)
- Sax (2015)
- More and More (2016)
- Favourite Thing (2019)
- Size (2019)
- Lucky (2020)
- Mine (2020)

## Videoclips
- Broken Mirror ft. Cutline (2012)
- Turn the lights on (2012)
- One In A Million with Drumsound & Bassline Smith (2012)
- Sax (2015)
- More and More (2016)
- Favourite Thing (2019)
- Size (2019)
- Lucky (2020)
- Mine (2020)

## Cine y Televisión
- The X Factor 2005
- The X Factor 2014
- Colour Blind (2018) - Cortometraje
- I'm a Celebrity...Get Me Out of Here! (2018)